# 兴化市中医院
兴化市中医院，是中华人民共和国江苏省的一所医院，为二级甲等医院，位于兴化市昭阳镇长安北路北首。

## 规模
兴化市中医院总床位200张，日门诊量295人次。